# Hans-Dietmar Deinert
Hans-Dietmar Deinert (* 6. Oktober 1948) ist ein ehemaliger deutscher Fußballspieler.

## Leben
Der Mittelfeldspieler Deinert spielte in der Saison 1970/1971 acht Mal für den Karlsruher SC in der damals zweitklassigen Regionalliga, davon zwei Mal in der (erfolglos bestrittenen) Aufstiegsrunde zur Bundesliga. Nach seinem Wechsel zum Beringen FC in der Zweiten Belgischen Liga, wo er bis 1974 spielte, war Deinert schließlich von 1976 bis 1980 eine feste Größe beim SC Freiburg und bestritt weitere 50 Zweitligaspiele, wobei ihm 6 Tore gelangen.
2019 ist Deinert sportlicher Leiter der Zweiten Mannschaft des SC Freiburg.